# Église Saint-Pierre (Parçay-Meslay)
Pour les articles homonymes, voir Église Saint-Pierre.
L'église Saint-Pierre est une église localisée dans la commune de Parçay-Meslay, en Indre-et-Loire. Elle a été précédée d'une église conçue en bois et construite vers la fin du Xe siècle. L'actuelle édifice parcillon, placé sous le vocable de Saint Pierre, a été bâtie durant la seconde moitié du XIe siècle. L'église de Saint Pierre était du ressort de l'abbaye de Marmoutier.
Les structures de l'édifice dédié à Saint Pierre sont, sous leur forme actuelle, appareillés de pierres de taille et de moellons. D'une conception architecturale relativement sobre et épurée, l'église de Parçay-Meslay est de style roman.
En 1906, durant la crise des inventaires le curé et les paroissiens de Parçay-Meslay font montre d'une forte opposition et barricadent l'église Saint Pierre. L'inventaire de la fabrique d'église est cependant établi.
Une fresque, datée du XIIe siècle et représentant un Christ en gloire entouré des quatre évangélistes, est mise en évidence dans les années 1920, sur la voûte du chœur.
La fresque du Christ en majesté bénéficie d'un classement en 1928 et l'église est inscrite en 1994. L'abside de l'édifice fait l'objet d'une inscription sur l'inventaire du patrimoine culturel en 1928 et d'un classement au titre de monument historique en 1996.

## Contexte géographique
| - OpenStreetMap Plan au sol de l'église et de son environnement. |

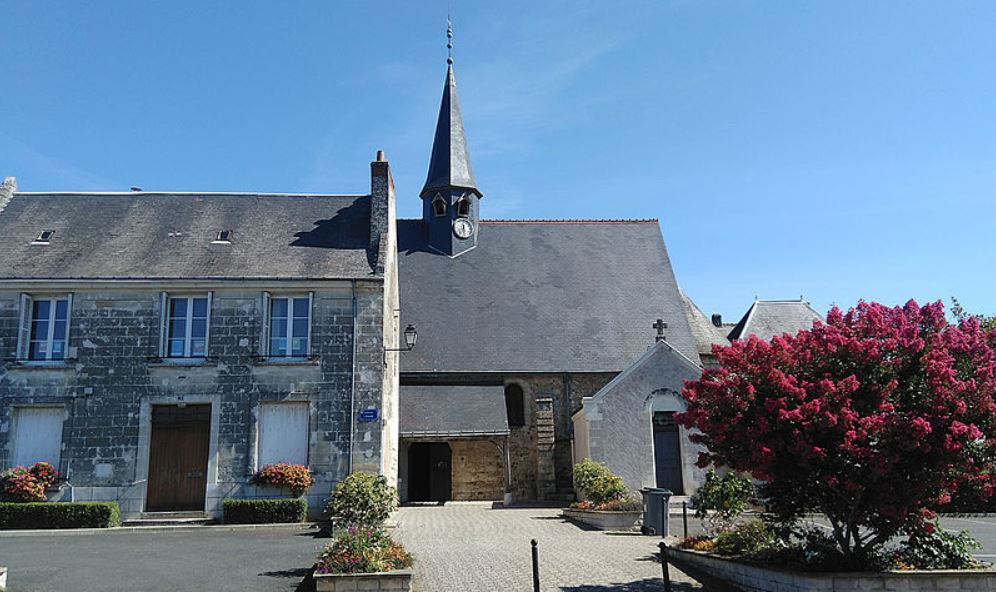
Place de l'église, à Parçay-Meslay. L'église, sa sacristie et le presbytère.

L'église Saint-Pierre est située sur la commune de Parçay-Meslay, ville faisant partie du département d'Indre-et-Loire, en région Centre-Val de Loire. Plus précisément, l'édifice religieux trouve son emplacement au cœur du centre-bourg de Parçay,.
Le bâtiment est encadré par la « rue de la Mairie » au sud-ouest, par l'« allée du Bourg » au nord-est, par la « rue Saint-Joseph » au sud-ouest et par l'« allée de l'Orangerie », au sud,,.
En outre, l'église est implantée sur une place publique (la « place de l'Église »). Cette place est attenante au porche-portail du côté sud et au second portail, disposé sur le côté ouest. Le presbytère rattaché à l'église est disposé parallèlement au sud de l'édifice religieux.
Du côté opposé, au nord, l'édifice dédié à Saint Pierre fait face aux bâtiments de la « Commanderie », un ancien logis seigneurial érigé au cours du XVe siècle.
L'église Saint-Pierre de Parçay-Meslay est rattachée à la paroisse de « Saint Martin - Saint Vincent en Vouvrillon » — dont le centre, un presbytère, est basé sur la commune de Vouvray —, subdivision faisant partie du doyenné de Tours-Nord, circonscription relevant du diocèse de Tours,.

## Histoire

### Moyen Âge
Une église, antérieure à celle qui se tient actuellement dans le centre-bourg, est érigée à Parçay-Meslay. L'abbatiat de Marmoutier en est le propriétaire. Cette église primitive, une « église rurale », construit en bois, est pour la première fois mentionné dans un charte datée d'octobre 993, document émis par l'évêque de Tours, d'Archambault de Sully,. L'actuel bâtiment dédié à Saint Pierre est bâti au cours de la seconde moitié du XIe siècle, probablement en lieu et place de l'église primitive. À cette époque, seules une nef et son abside, appareillées de pierre, sont érigées,. L'église Saint-Pierre est toujours du ressort de l'abbaye de Marmoutier.
Au cours du XIIe siècle, le mur nord de l'église est endommagé par un incendie. Il s'ensuit des travaux de reconstruction de la section incendiée et un nouveau mur est érigé en avant des maçonneries d'origine.
À partir du milieu du XIVe siècle, avec la peste noire et la guerre de Cent Ans, qui perdure jusqu'au milieu du XVe siècle, l'église est laissée à l'abandon et n'est plus entretenue. Cette période de délaissement de l'édifice s'étend jusqu'au début du XVIe siècle.

### Époque moderne
Au terme de la période de non-entretien, les moines de abbaye de Marmoutier, le seigneur et les habitants de Parçay-Meslay s'unissent pour réparer et réhabiliter les structures de l'église Saint-Pierre. Les moines de Marmoutier, qui devaient s'occuper de faire réparer le chœur, n'investirent que peu de fonds et cette partie du bâtiment fut dès lors restaurée à minima. Les habitants de Parçay, quant à eux, avaient la charge de réaliser le remaniement la nef. Ils diminuèrent la charpente, rebâtirent le pignon situé du côté ouest et opérèrent un réaménagement complet du mur nord : cette portion de maçonnerie fut démantelée et un nouveau mur fut dressé plus au sud. La façade orientée vers le midi est aménagée d'une nouvelle baie durant le XVIe siècle.
Durant la première moitié du XVIIe siècle, une flèche est érigée à proximité du chœur. Une cloche, placée sous le vocable de saint Anne, y est incorporée et reçoit la bénédiction en date du 4 octobre 1734. L'installation et la bénédiction de la cloche se font sous l'accord préalable de l'archevêque de Tours Louis de Rastignac. Au cours XVIIe siècle, l'abside est cloisonnée, cette partie du bâtiment devenant ainsi isolée du reste de l'église.
L'année 1769 voit l'érection d'un presbytère. L'année suivante, Montaugé de Villeseptier fait don d'un tableau, lequel est placé au niveau du maître-autel. En 1780, plusieurs travaux sont exécutés au sein de l'église. Ces travaux ont pour objectif de restaurer le carrelage recouvrant le sol du chœur et de remplacer les anciens lambris surplombant la nef. En 1784, le beffroi est adjoint de deux nouvelles cloches : l'une est placée sous l'invocation de saint Pierre et la seconde sous celle de sainte Marie. L'une de ces deux cloches installées en 1784 fait l'objet d'une fonte lors des événements de la Révolution française, en 1793.

### Époque contemporaine

#### Guerre franco-prussienne, réfection et aménagement
En 1813, le logis du curé, le presbytère, fait l'objet d'un rachat. Le bâtiment destiné à loger le curé sera ultérieurement restauré dans la seconde moitié du XIXe siècle (en 1869 et 1873).
Au cours du XIXe siècle, l'architecte en chef des monuments historiques Aymar Pierre Verdier réalise une série de plans et de relevés de mesures de l'église,,,.
Lors de la guerre franco-allemande de 1870, vers la fin du mois de décembre, des troupes prussiennes, après avoir envahi la ville de Château-Renault le 19, opèrent une incursion dans la commune de Parçay. Les habitants de Parçay résistent et plusieurs soldats français meurent. Le 28, une cérémonie commémorant la mort des soldats a lieu au sein de l'église et dans le cimetière.

#### Crise des inventaires

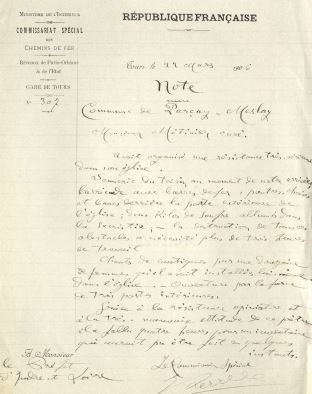
Note du commissaire spécial datée du 22 mars 1906.

Entre 1900 et 1950, six curés se succèdent à Parçay-Meslay : l'abbé Métivier, puis l'abbé Domval,
l'abbé Roy, le chanoine Vivien, l'abbé Léon et enfin le chanoine Georges.
En mars 1906, un inventaire générale du mobilier de l'église est établi par le commissaire spécial chargé de recenser et d'évaluer les biens se trouvant dans l'enceinte de Saint Pierre. L'acte d'inventaire, qui est effectué en application de la loi de séparation des Églises et de l'État adoptée au 9 décembre 1905 suscite une forte mobilisation du curé et des paroissiens de Parçay-Meslay.
Métivier, alors curé de la paroisse tourangelle, s'oppose au recensement des biens de l'église, il fait sonner le tocsin et, avec l'aide des habitants, dresse des barricades — constrituées de bancs et de chaises amassés — derrière les entrées de l'édifice,. Une première tentative d'inventaire est réalisé le 3 mars, mais celle-ci échoue. Une deuxième est faite cinq jours après, le 8 mars 1906. Le préfet d'Indre-et-Loire fait intervenir les gendarmes ainsi qu'un serrurier. Les portes demeurent bloquées. La police intervient à son tour et essaye d'incendier les battants de porte. Au bout de quelques heures les obstacles sont ôtés et le commissaire procède au recensement et à l'estimation des biens immobiliers — lesquels comprennent alors 10 ares de jardin, le presbytère, évalué à un montant de 8 000 francs —, mobiliers et les revenus — dont une rente fixée à un taux de 3 % et d'un montant de 1 060 francs — de la fabrique d'église. Métivier se déclare alors propriétaire des statues de saints ornant les murs de la nef. Le curé revendique également la propriété du tabernacle.

#### Découverte de la fresque médiévale
Dans la première moitié des années 1920, une nouvelle sacristie est construite à l'extérieur du chœur. Pour ce faire, le mur fermant l'abside est détruit. Cette campagne de travaux est conduite sous la houlette de l'abbé Guignard. En 1923 ou 1924, le chanoine Vivien, alors curé de la paroisse de Parçay-Meslay, met en évidence, lors de la reprise des maçonneries et le décapage du badigeon recouvrant la voûte en cul-de-four du chœur, une ancienne fresque romane dont l'exécution est datée du XIIe siècle,,,,.
Guignard communique ensuite les résultats de la mise au jour à la Société archéologique de Touraine. Louis-Joseph Yperman, peintre attaché au monuments historiques opère quelques travaux visant à conserver l'œuvre médiévale.
En date du 30 août 1925 de nouvelles cloches reçoivent la bénédiction. Ces pièces ont été données par deux familles originaires de la commune.
Trois ans plus tard, en 1928, l'abside de l'église fait l'objet d'une inscription sur l'inventaire supplémentaire des monuments historiques et le 1er avril, la peinture murale bénéficie d'un classement au titre d'objet des monuments historiques. La même année, une campagne ayant pour objectif de restaurer la charpente de couverture est entamée. Durant cette même période, trois vitraux sont incorporés aux murs du chœur.

#### Dommages de la Seconde Guerre mondiale et mise en valeur de l'édifice
Jusqu'au début des années 1930, un sacristain a tenu l'office des Heures et organisé les célébrations religieuses. L'employé du diocèse de Tours avait également pour tâche de coordonner et d'acheminer les paroissiens jusqu'à leurs places — pour la plupart nominatives à cette époque — durant les jours de foule.
Au cours de la guerre de 39-45, après l'explosion d'un dépôt de munitions huit des vitraux installés dans la nef sont partiellement détruits,. Après la guerre, le 12 mai 1949, le conseil municipal de Parçay-Melsay décide, par vote à la majorité, de renouveler les vitraux endommagés. En 1951, une partie des verreries sont remplacées par de nouveaux vitraux. Les nouvelles compositions de verre sont conçues dans les ateliers de Villette Monsaingeon, vitrailliste établi à Paris.
À partir de 1978, les femmes cessent d'être séparées des hommes sur les bancs de l'église. La même année, la façade ouest de l'église est aménagée d'un nouveau portail.
Par arrêté ministériel du 15 avril 1994, l'église est inscrite sur l'inventaire supplémentaire des monuments historiques. Deux ans plus tard, le 18 juillet 1996, l'abside bénéficie d'un classement au titre de monument historique. Une campagne de restauration de la fresque, assurée par Élisabeth Evangelisti, une conservatrice et restauratrice de peintures murales, est réalisée en 1996 et 1997.

## Liste des curés
La liste suivante, non exhaustive, a pour objectif de recenser les curés qui se sont succédé à la tête de la paroisse parcillonne entre 1672 et 1882 : 
| N° | Début de la cure | Fin de la cure | Nom du curé                                               |
| 1  | 1672             | -              | Henri Serré                                               |
| 2  | 1749             | -              | Robert                                                    |
| 3  | 1750             | -              | François Hardouin                                         |
| 4  | 1768             | -              | Joachim Mermier                                           |
| 5  | 1786             | -              | François-Louis Petit                                      |
| 7  | 1790             | -              | Gatien Balléchoux (curé constitutionnel à partir de 1793) |
| 8  | 1824             | -              | Morisseau                                                 |
| 9  | 1836             | -              | Leroy                                                     |
| 10 | 1870             | 1875           | Philibert                                                 |
| 11 | 1875             | -              | Paul Choisnard                                            |

## Architecture et description

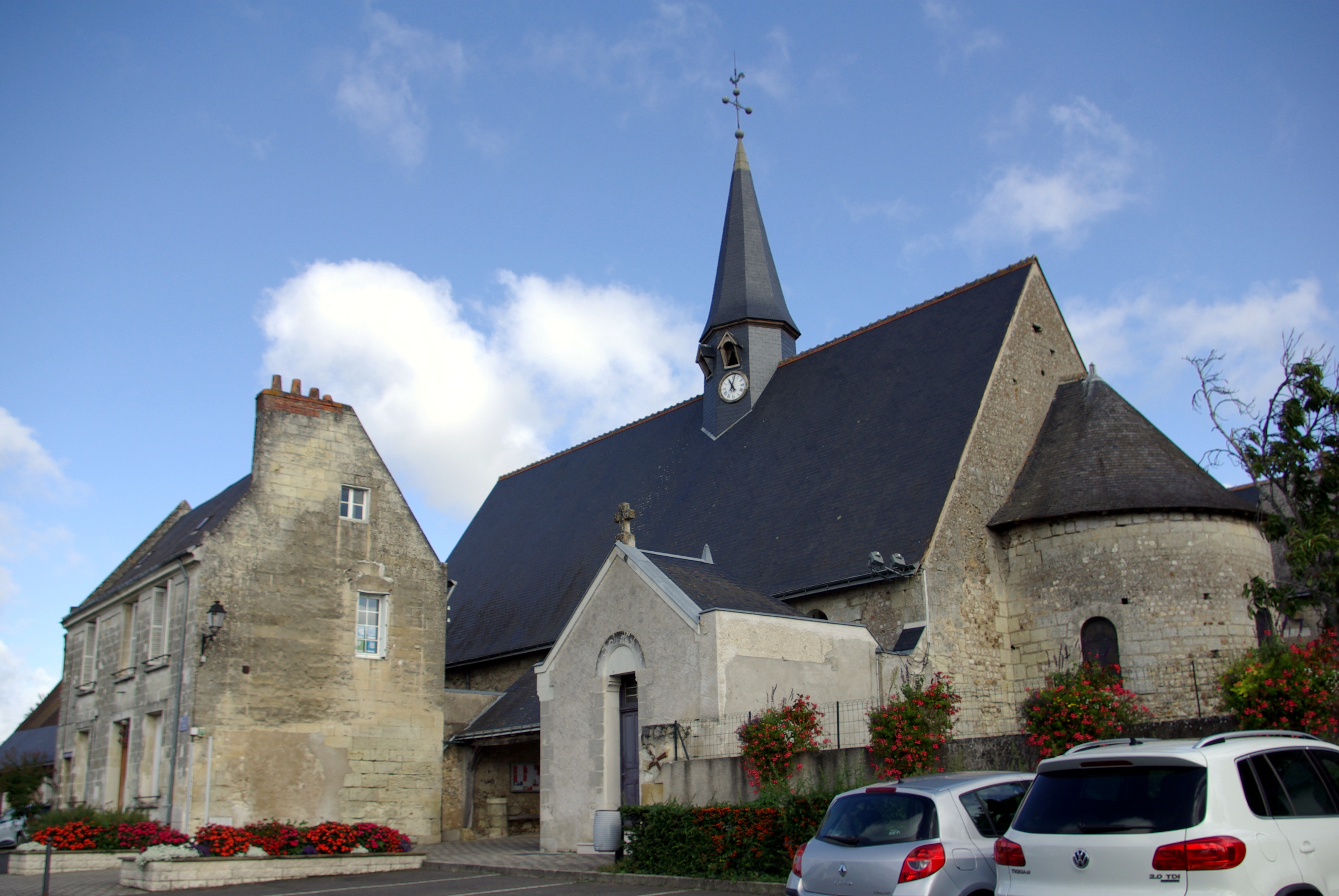
Vue de l'église du côté sud-est avec son abside et sa sacristie, le presbytère sur la gauche.

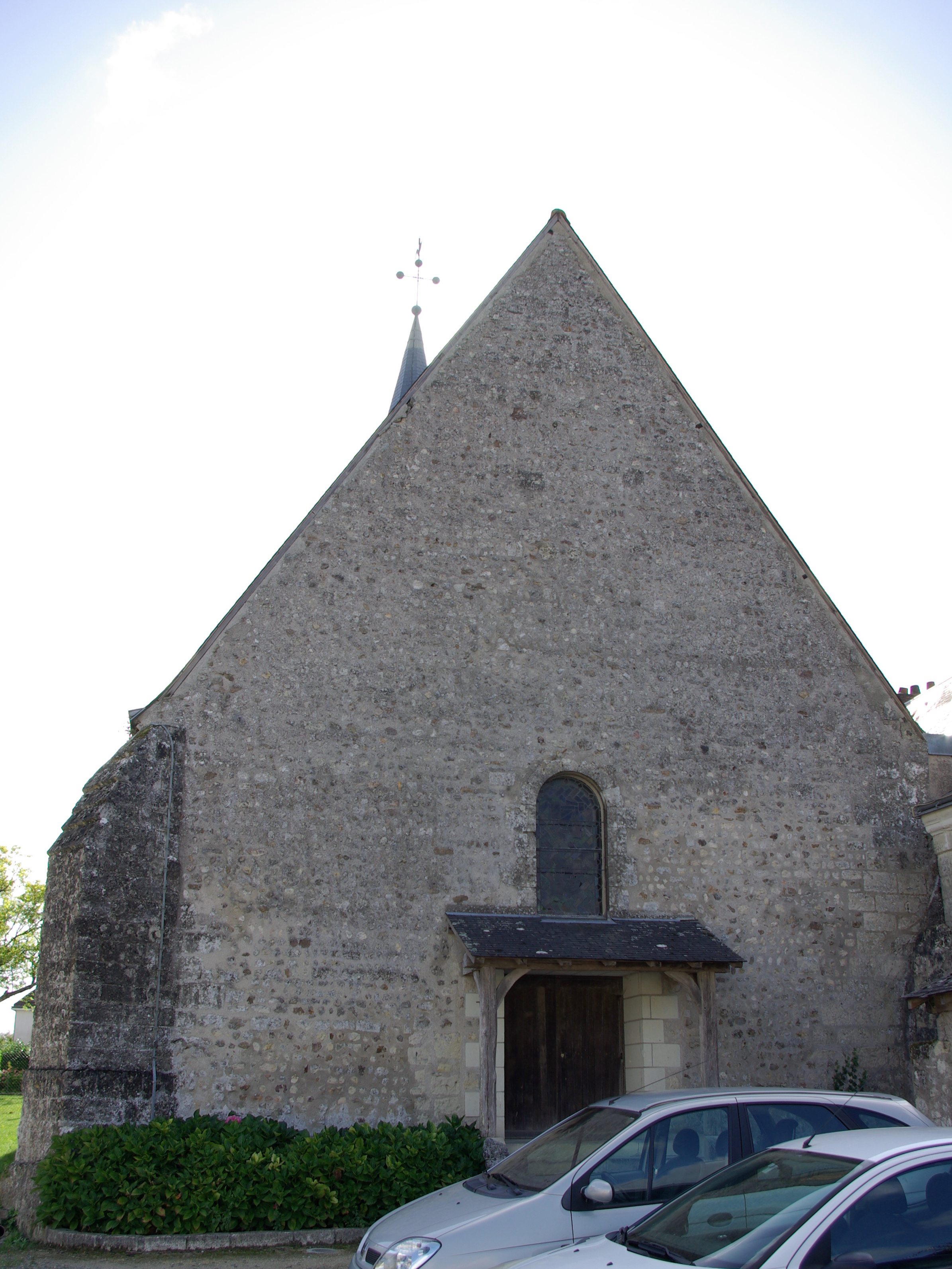
Façade à pignon et portail ouest.

Initialement, après sa construction, au XIe siècle, l'église se développait sur une longueur totale d'environ 25 m. Avec les travaux de reprise du mur nord et l'élévation, en retrait, d'une nouvelle maçonnerie, au XVIe siècle, la longueur du bâtiment a été diminuée d'1,30 m, tandis que sa hauteur a perdu 2,50 m. Le mur de la face nord, repris lors de travaux de reconstruction, confère à l'ensemble une sensible asymétrie. Dans sa première phase, aux XIe – XIIe siècle, l'église était éclairée par trois baies sur le côté nord, trois sur le côté sud et une sur le côté sud. Avant la construction de la sacristie, au début du XXe siècle, l'édifice s'étendait sur une surface totale de trois ares et quinze centiares, autrement dit, 315 m2.
L'ensemble des charges l'édifice sont contenues par dix contreforts, dont quatre répartis à chaque angle, trois disposés du côté nord et trois placés sur le côté sud,. La contreforts angulaires affectent la forme d'un éperon, tandis que les contreforts latéraux présentent un plan carrée.
La conception architecturale de l'édifice, de type dit rural est relativement sobre. En outre, le bâtiment est dépourvu de décors. Le plan au sol de l'église affecte la forme générale d'un rectangle dont l'extrémité, l'abside, ou chevet, est en demi-cercle,. L'abside est percée de trois baies — faisant possiblement référence à la sainte Trinité. Ces trois baies sont cintrées par des arcs outrepassés (ou « arcs en fer à cheval »), lesquels sont surmontés de moellons assisés, certains taillés en forme de cube, d'autres en forme de parallélépipède régulier. Par ailleurs, les baies sont encadrées d'un appareil constitué de pierres taillées en rectangle. Les soubassements du chevet, sont constitués de rognons de silex agencés en rang complétés par des moellons irrégulièrement taillés et appareillés en arête-de-poisson, particulièrement au-dessous des baies. À l'origine, cette partie de l'église avait été probablement recouverte d'un enduit à base de chaux et couronnée par une toiture composée de tuiles. À l'intérieur, l'abside est fermée par une voûte en cul-de-four.

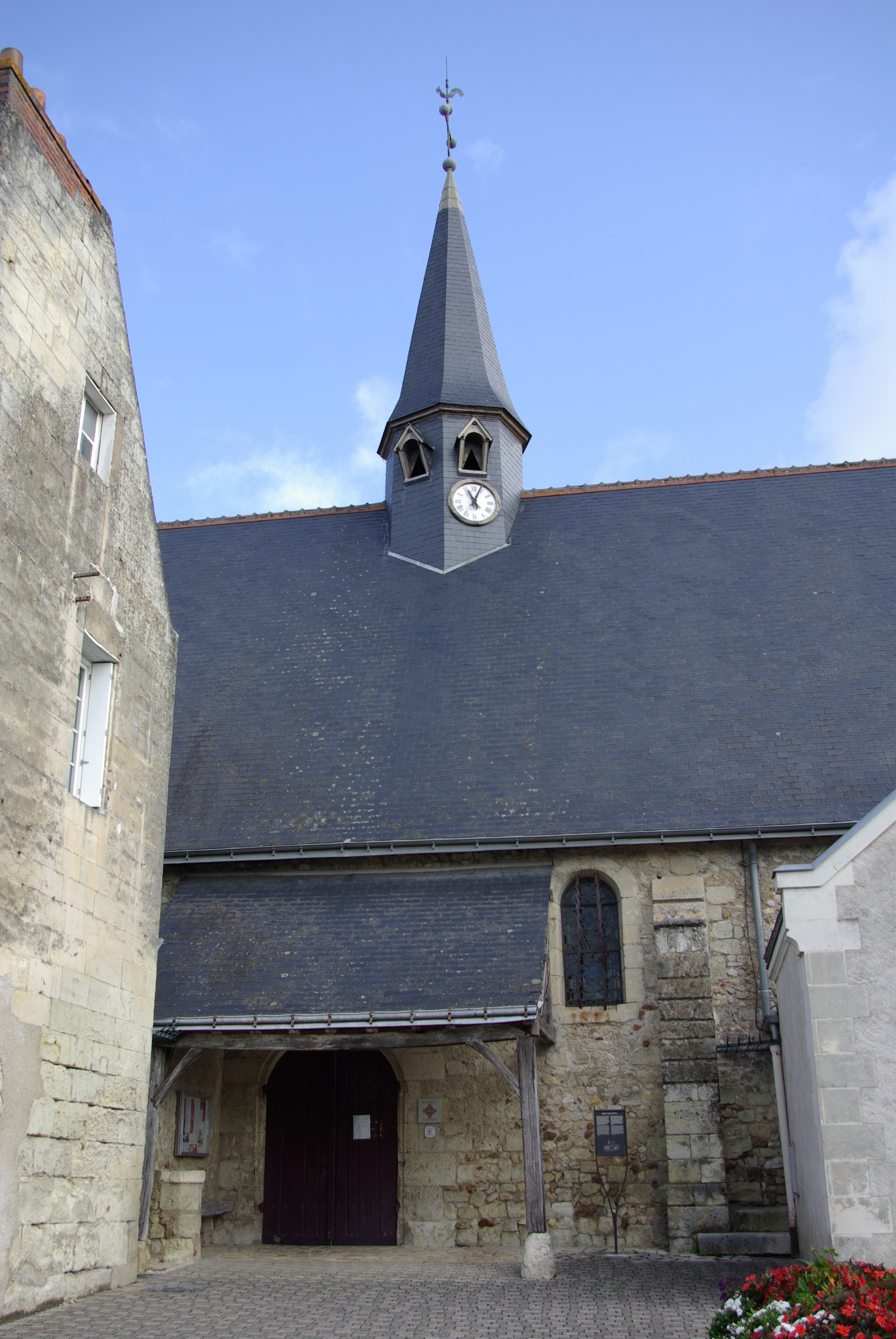
La flêche octogonale et le portail à porche sud.

L'accès à l'édifice s'effectue par une porte percée sur le côté sud. Cette ouverture est surmontée d'un arc en plein cintre. Cette porte est précédée d'un porche. Dans sa troisième phase de construction, au XVIe siècle, le mur nord avait été percé d'une porte, afin de permettre une communication directe entre le logis seigneurial et l'église. Cet accès, encadré par un linteau rectiligne, a été cloisonné durant le XXe siècle,.

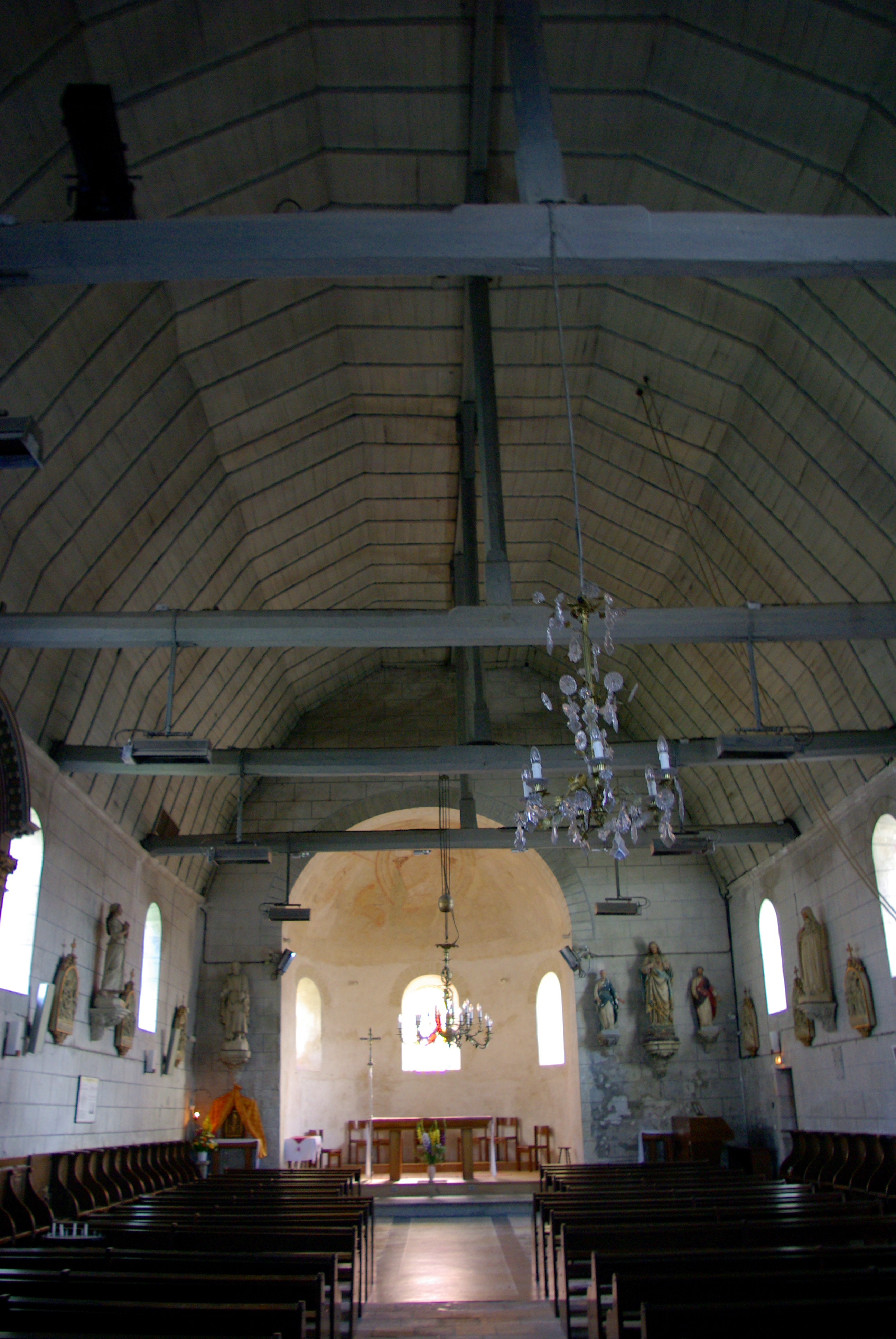
Vaisseau surplombé des charpente et voûte lambrissée.

Un autre portail, qui a été élargi dans les années 1970, est aménagé sur la façade occidentale.
Le mur de la façade ouest est surmonté d'un pignon percé d'une baie en plein cintre. Disposée sur la droite de l'arc triomphal et s'inscrivant dans l'angle formée par l'abside et la nef, se déploie une baie en plein cintre et de style roman. Cette ouverture, dont le linteau qui l'encadre date probablement du XIe siècle, se révèle être plus vaste que celle se trouvant à l'extrémité du chevet.
La nef est couverte d'une toiture à tuile soutenue par charpente. La charpente, dont la conception relativement simple, est un assemblage d'entraits et de poinçons à forme octogonale. Les fermes viennent soutenir un voûte lambrissée. Au-dessus de la partie orientale de la nef, se dresse la flêche à plan octogonale.
Sous le sol de la nef, recouvert de carreaux en céramique, se trouvent plusieurs sépultures. Ces tombes, au sein desquelles reposent des curés et des paroissiens de Parçay (femmes et hommes), ont été creusées aux XVIIe et XVIIIe siècles.

## Fresque médiévale

### Vue d'ensemble de l'œuvre

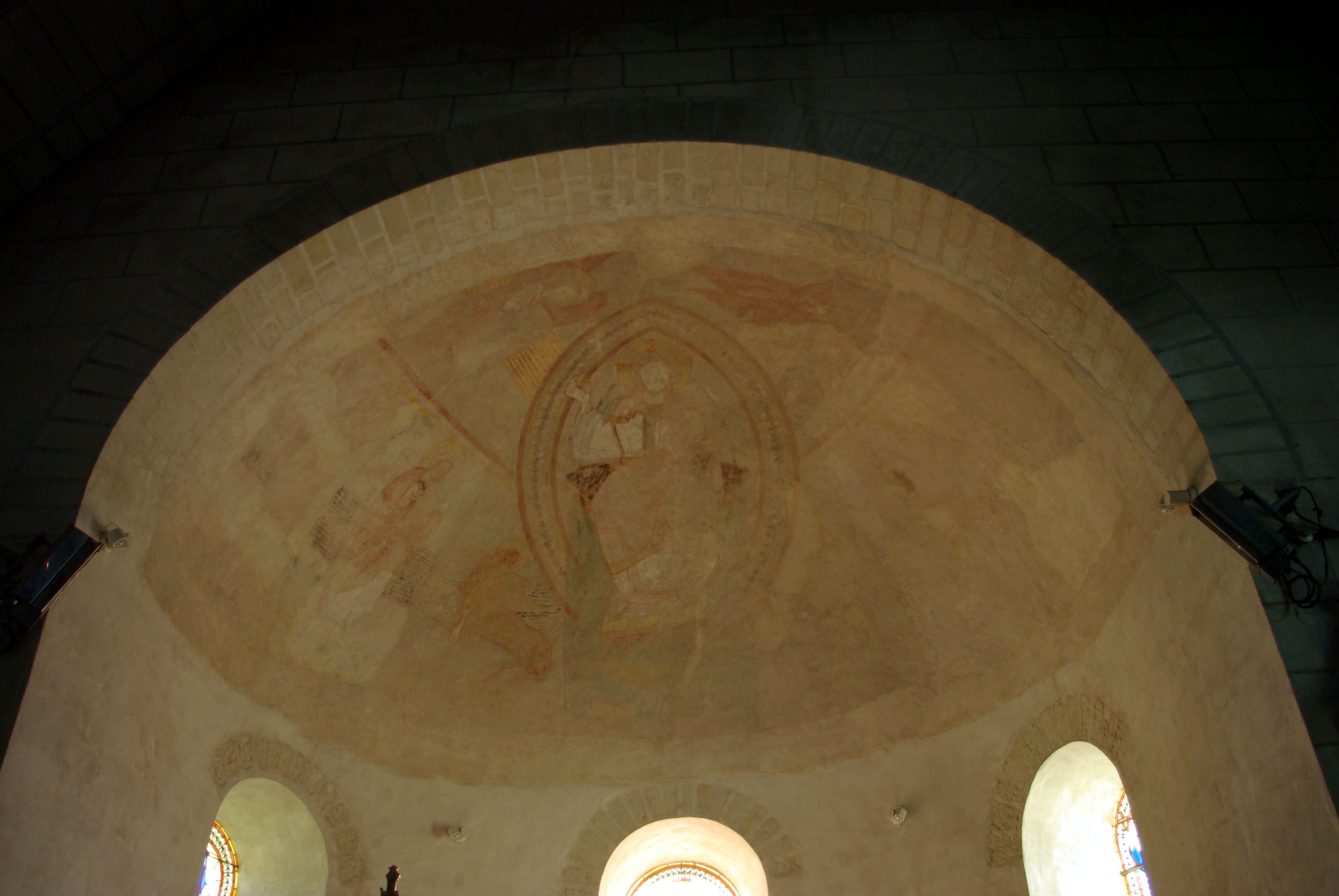
La fresque médiévale recouvrant la voûte de l'abside et délimité par l'arc triomphal.

La fresque médiévale se déploie sur une surface d'environ 23 m2 et recouvre la totalité de la voûte qui ferme l'abside. Elle avait été recouverte d'une sorte de badigeon. Le décapage de l'enduit à chaux, lors du démantèlement de la cloison isolant l'abside, a permis de mettre en évidence l'œuvre médiévale.
La fresque a subi une relative dépigmentation et la partie droite de la peinture a entièrement disparu. Sur les autres zones de l'œuvre, moins touchées, les traits et les contours formant la scène demeurent encore nettement visibles. Sur l'ensemble, la partie gauche se révèle être la mieux préservée. Les motifs exécutés sur cette section, caractéristiques du XIIe siècle, ont permis d'estimer que l'œuvre a été réalisée pendant ce siècle. Le fond de la scène est apposé d'une couche dans les tons gris-jaunâtre.
La composition peut être appréhender en trois parties distinctes, l'aire centrale étant occupée, de haut en bas, par une représentation d'un Christ en gloire, en posture assise, et délimitée des deux autres zones par une bande constitué de fines lignes entrelacées. Ces filets sont peints de couleurs blanche, jaune et rouge. Les registres présentent chacun, s'élevant jusqu'à mi-hauteur, un décor affectant l'aspect d'une tapisserie oblongue composé de lignes rouges. Ces lignes, de forme sinusoïdale, se prolongent à l'arrière des personnages de la scène qui encadrent le Christ.

### Personnages et manderole

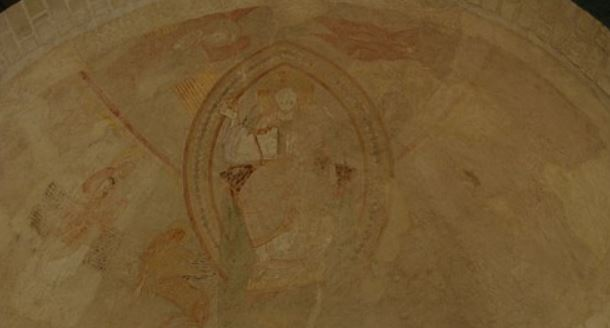
Gros-plan de l'œuvre.

Ces personnages sont représentés debout, enveloppés de nimbes, leurs corps orientés vers le Christ en majesté. Le personnage le plus au centre, aux traits et contours assez nets, figure un homme pourvu d'une barbe  et son crâne présente une tonsure. Il est vêtu d'une tunique de couleur blanche dont le col est orné d'une bande de tissu rouge et d'un genre de pallium s'ouvrant sur avant-bras droit et sa main dressé à la verticale jusqu'à la moitié de son buste. Le geste accompli par l'homme tonsuré peut correspondre à un état de surprise associé à un signe d'acclamation. Les autres personnages, plus à l'écart, sont moins distincts et seuls leurs bustes se révèlent suffisamment visibles. Dans ce groupe, le deuxième personnage, situé à côté de l'homme à la tonsure, a été partiellement enduit de ciment, un élément apposé lors des travaux de restauration opérés sur l'arc triomphal.
La partie supérieure de la composition est consacrée aux représentations des attributs symbolisant les évangélistes : un aigle, pour Jean l'Apôtre ; pour Matthieu le « publicain », un ange, probablement agenouillé, tenant un objet non identifié, habillé d'une robe blanche et d'un manteau rouge, ses ailes peintes en rouge et ses cheveux, dans les tons brun clair, sont enveloppés de nimbes ; un bœuf, totalement effacé, pour figurer Luc l'évangéliste ; et un lion allongé, au dessin encore clair et visible, pour symboliser Marc. Ces attributs entourent tous les quatre la mandorle, cadre dans lequel se tient le Christ en gloire : l'ange est disposé sur la senestre ; l'aigle est placé sur la dextre ; sur le bas, à droite, se tient le bovidé, tandis que le félin de saint Marc, les yeux orientés vers le Christ, se trouve en bas à gauche.
L'ensemble de la composition trouve son équilibre avec la figure centrale et les personnages et décors rassemblés autour. Des bandes aux teintes vives soulignent les limites du cadre et des trois parties de la composition. La manderole, en particulier, se trouve ceinte d'un maillage dont les tons évoluent entre l'ocre et le rouge foncé ocre et vient borner un genre de damier composé de losanges de couleur rouge alternés par des losanges à chromatique blanche.

### Personnage du Christ

#### Description
Le Christ trône sur un siège dépourvu de dossier, mais dont l'assise est couverte d'un coussin aux couleurs abondantes. Les pieds du personnage reposent sur un tabouret. Il porte une tunique blanche dont le col, comme la taille, sont chacun agrémentés d'une bande large. Un pallium vient compléter sa tenue vestimentaire.
La thématique abordée dans l'œuvre est clairement définie : il s'agit d'un Christ en gloire. Pour autant la fresque de l'église parcillonne se singularise par l'attitude de son personnage centrale, et plus particulièrement dans le mouvement qu'il opère avec ses mains. La main de senestre repose sur le Nouveau Testament, dressé à la verticale. Le manuscrit évangélique se présente du côté couverture et prend appui sur la cuisse du Christ. Le biceps droit est dressé à hauteur d'épaule, à l'horizontale. Le coude plié, l'avant-bras droit s'oriente pour former un angle droit. La main, dont la paume vient jusqu'au bas du visage, est sensiblement inclinée vers l'arrière. S'inscrivant entre l'index, le médium (plié) et le pouce — les doigts du personnage christique sont fins —, se trouve un objet. La pièce, maintenue avec « souplesse et élégance », affecte la forme d'un cercle, voire celle d'une sphère. La pièce mesure un diamètre équivalent à la hauteur comprise entre le menton et base nasale du personnage.

#### Analyse comparative

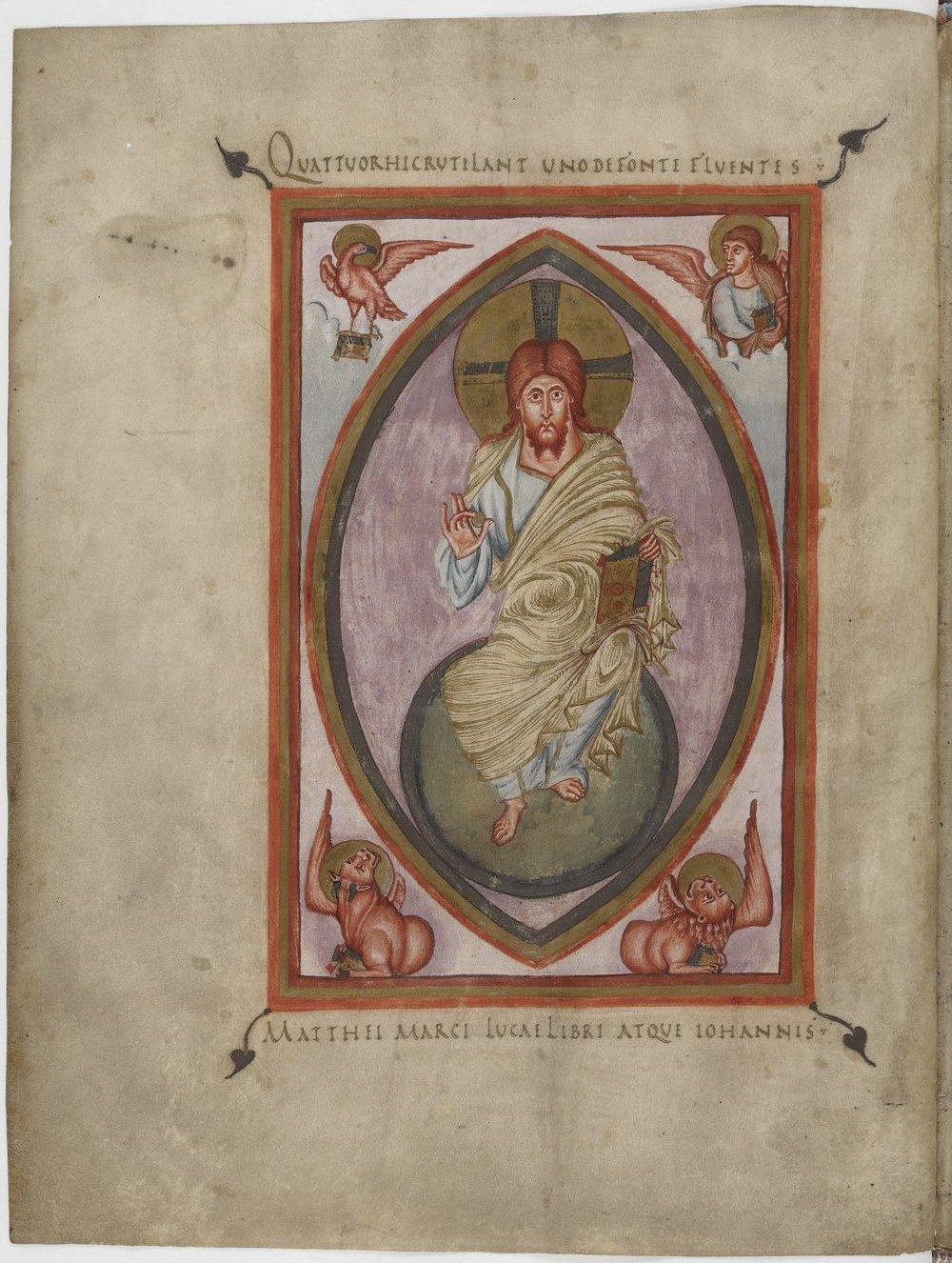
Christ en gloire provenant de l'Évangéliaire de Lothaire, comparable à celui de la fresque monumentale.

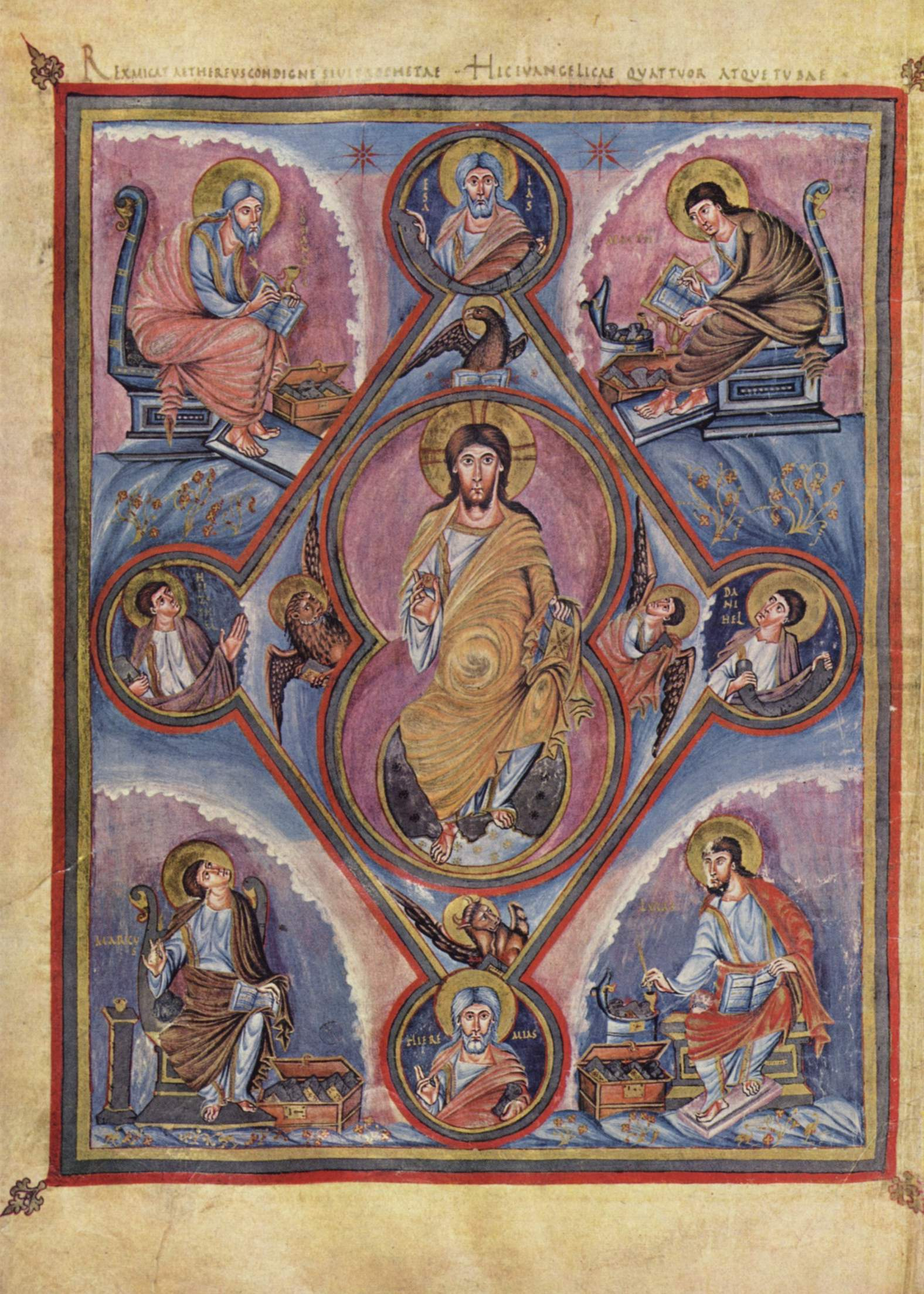
Christ en gloire issu de la Bible de Charles-le-Chauve.

Aucun autre exemple de fresque monumentale ayant la même thématique, datée de la même période et comportant un personnage christique dans cette attitude n'a été recensé dans le centre-ouest de la France. L'objet tenu par le Christ pourrait un fruit, ou une boule, mais sa nature exacte n'a pas été identifiée avec certitude. Cependant, bien qu'un rapprochement avec les peintures murales de la chapelle Saint-Gilles à Montoire-sur-le-Loir, ou celles de Saint-Aignan et de Saint-Savin ne puisse être établi, des comparaisons peuvent être faites avec des miniatures d'époque carolingienne telle que celles illustrant la Bible de Charles-le-Chauve, conservée à bibliothèque nationale de France, l'Évangéliaire de Lothaire ; le Sacramentaire de Charles le Chauve ; le Sacramentaire de Metz ; ou encore les enluminures issues de l'École franco-saxonne et du scriptorium de Corbie. Dans chacune de ces enluminures carolingiennes, le Christ tient un objet circulaire dans sa main droite, toujours légèrement renversée et le coude plié ; la main gauche posée sur le livre des évangiles, le manuscrit saint apparaissant régulièrement de face.

Pour autant, quelques nuances, dans la position des doigts autour de l'objet ciculaire, dans le tracé de la manderole, ou encore la position des personnages et des attributs entourant le Christ, séparent la peinture murale de Parçay de ces miniatures du XIe siècle. Dans la Bible de Charles le Chauve, le bras droit est accolé au flanc et l'objet est maintenu entre le pouce, l'index et l'auriculaire. Le Christ de l'Évangéliaire de Lothaire tiens son bras droit de la même manière et le disque s'inscrit entre le pouce et l'annulaire. Le bras droit Chirst enluminé dans le Sacramentaire de Metz observe la même disposition, mais la pièce ciculaire se présente entre le pouce et le majeur. La nature précise de l'objet maintenu par le Christ de l'église Saint-Pierre peut trouver écho dans le Sacramentaire du pape Grégoire le Grand. Sur la page trois du sacramentaire grégorien figure une miniature dont la composition est réalisée d'une imposante lettre V (pour « vere dignum et justum est »), dans lequel s'inscrit un médaillon où se tient une main tenant disque de forme applatie et semblable à ceux représentés dans les manuscrits précédents. Pour J-B Mortier, cet objet est « sans consteste » une hostie. Dans cette même perspective, il ajoute : 

« En réalité la présentation de l'hostie par le Christ ne semble pas usitée avant l'époque carolingienne. Elle paraît alors tout d'abord dans l'école des miniaturistes tourangeaux, à Saint-Martin et à Marmoutier, pour passer aux écoles franco-saxonne et de Corbie. La présentation de l'hostie, création tourangelle, aurait ainsi remplacé le geste de la bénédiction. »

— Jean-Baptiste Mortier, 1936, p. 41.
De fait, plusieurs siècles séparent la réalisation de ces miniatures du IXe siècle et l'exécution de la fresque monumentale parcillonne. Pour Jean-Baptiste Mortier, il est possible que les moines de Marmoutier, propriétaires de l'église Saint-Pierre et ayant administré un scriptorium de calligraphie et d'enluminure — établissement ayant fermé ses portes avant le XIIe siècle —, aient suggéré à l'auteur du Christ en gloire de le peindre avec ce type de gestuelle, caractéristique des compositions du IXe siècle,,.

## Mobilier

### Tableaux
Deux tableaux, fixé au-dessus de la chaire et qui mesurent l'un et l'autre environ 300 × 250 cm, ornent les murs de l'édifice parcillon,.
L'un, exécuté en 1742, mais plus probablement en 1744, par Johannes Desvergnes, un artiste-peintre tourangeau, met en scène la multiplication des pains,,. Après décapage du repeint couvrant le bas dextre de l'huile, une ligne d'écriture a été mise en évidence. Le texte de cette ligne est le suivant : « Joannes Desvergnes pinxit anno 1744 ». La signature révélée par les opérations menées sur le tableau est alors la neuvième ayant été inventoriée sur le territoire tourangeau. L'ensemble de ces marques, régulièrement associées à une date, sont attestées sur une période comprise entre 1742 et 1757. L'huile se compose d'un Christ, placé au centre, les bras écartés, et entouré d'un cercle de personnages. Ces derniers recouvrent les deux tiers inférieurs de la scène, tandis qu'un ciel se déploie sur tout le tiers supérieur. Il est possible que Desvergnes, en donnant une place non médiane à la ligne d'horizon du ciel, ait voulu mettre en perspective une sorte d'allégorie eucharistique autour de la thématique dite du « pain au ciel », un type de composition se trouvant dans la lignée du Concile de Trente.
Le deuxième tableau est intitulé Le Christ et le Centurion. Il a été réalisé au XIXe siècle,. Bien que plus récente, c'est cette seconde œuvre picturale qui a été la plus dégradée. De fait, la toile sur laquelle avait été apposé l'apprêt, non-décapé, a subi un rétrécissement,.
Les deux tableaux, après un vote du conseil municipal en 2006, ont été restaurés au début des années 2010,.

### Ex-voto et vitraux
Des ex-voto et des plaques de marbres, comparables à ceux qui sont introduits dans la « grotte de Parçay », ornent l'intérieur de l'église. Ces pièces, installées à côté de la sculpture d'un saint, portent une inscription gravée, une dédicace faite sous forme de « remerciement d'une prière exaucée ».
Les huit vitraux posés au début des années 1950 ont été exécutés selon les canons institués par l'École nationale supérieure des beaux-arts. Les verreries situées sur la face nord présentent des décors formés de scènes de l'Annonciation mais également des scènes de la vie de Saint Martin, dont une montre un château associé au tombeau de l'ancien évêque de Tours,.

### Autel, statues, tabernacle et autres pièces de mobilier

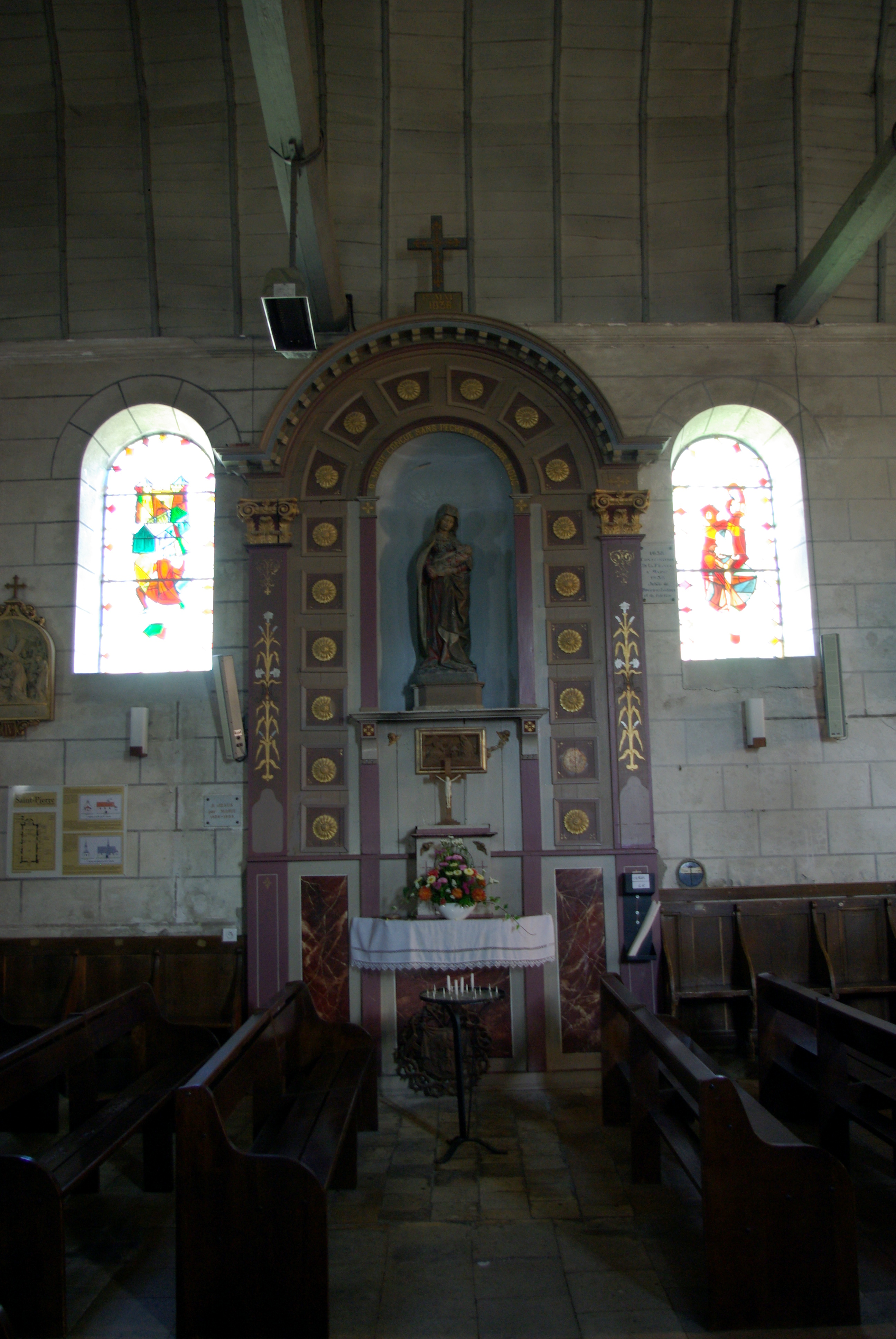
Le maître-autel encadré de deux vitraux et surplombé de la chapelle consacrée à la Vierge.

Le maître-autel se compose d'une table de communion, d'un autel en bois apposé d'une couche de peinture et d'un vaste retable. D'après l'inventaire établi en 1906, le mobilier de l'église Saint-Pierre, dont la valeur est à cette époque estimé à 8 500 francs, comprend un tabernacle fabriqué en bois ; plusieurs statues conçues en plâtre incorporées au sein de niches et à l'effigie de sainte Marthe, de saint Joseph, de saint Pierre, de sainte Cécile, de saint Paul, de saint Gilles, de saint Vincent et de saint Antoine ; cinq huiles ; 7 rangées de stalles dont six disposant chacune de assises ; une tribune faite en bois de chêne ; des fonts baptismaux ; une chapelle consacrée à la Vierge incluant une grille, un autel, et retable ; ainsi que des meubles ayant fait l'objet d'un scellé. À ces pièces, pour un montant évalué pour l'époque, à 1 793 francs, s'ajoutent un harmonium, disposé dans la partie gauche chœur et distant de quelques mètres de l'autel ; un confessionnal disposant de trois isoloirs ; une nappe destinée à recouvrir la table de l'autel ; un crucifix ; deux burettes faites de verre ; un tocsin fabriqué à partir d'un matériau métallique ; plusieurs chandeliers — six consacrées aux enterrements — ; des vases ; des lustres ; un total de 200 chaises complétées par plusieurs tabourets destinées aux enfants ; une croix processionnelle ; des ostensoirs ; des soutanes, etc.. Les pièces dont dispose l'église comprennent un banc réalisé au cours du XVIe siècle. Le meuble est placé à gauche de la porte principale. Le mobilier inclut également un tableau siégeant au-dessus du maître-autel.